# Powiat Kaliski
Der Powiat Kaliski ist ein Powiat (Kreis) in der polnischen Woiwodschaft Großpolen. Der Powiat hat eine Fläche von 1160,02 km², auf der etwa 83.000 Einwohner leben. Sitz des Powiats ist die kreisfreie Stadt Kalisz, die diesem nicht angehört. Die Bevölkerungsdichte beträgt etwa 71 Einwohner pro Quadratkilometer.

## Gemeinden
Der Powiat hat elf Gemeinden, davon drei Stadt-und-Land-Gemeinden und acht Landgemeinden.

### Stadt-und-Land-Gemeinden
- Koźminek
- Opatówek
- Stawiszyn

### Landgemeinden
- Blizanów
- Brzeziny
- Ceków-Kolonia
- Godziesze Wielkie
- Lisków
- Mycielin
- Szczytniki
- Żelazków